# Parapyroppia transitoria
Parapyroppia transitoria är en kvalsterart som först beskrevs av Berlese 1908.  Parapyroppia transitoria ingår i släktet Parapyroppia och familjen Ceratoppiidae. Inga underarter finns listade i Catalogue of Life.